# Alfredo Yanguas
Alfredo Yanguas Otero (ur. w 1930 w Cali) – kolumbijski szermierz (szpadzista i szablista). Członek kolumbijskiej drużyny olimpijskiej w 1956 roku.